# Майдан Конституції (Харків)
У Вікіпедії є статті про інші площі з назвою Площа Конституції
У Вікіпедії є статті про інші площі з назвою Ярмаркова площа
Майдан Конститу́ції — центральний майдан Харкова, що виник разом із заснуванням міста. Кілька разів змінював назву. Майже кожен будинок на майдані Конституції є архітектурною пам'яткою. Тут розташована Харківська міська рада та інші центральні міські органи влади.

## Історія

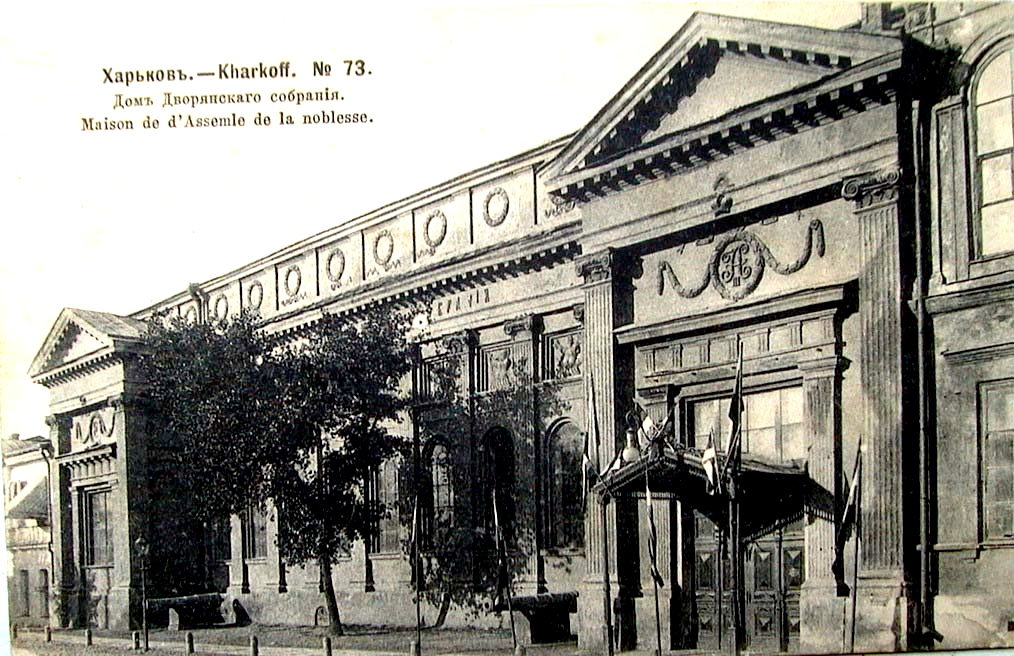
Великий будинок Дворянських зборів. Між входами розташовані гармати Харківської фортеці

### У часи Московського царства
Майдан виник разом зі спорудженням Харківської фортеці, початково називався Торговий майдан. З XVII століття мав назву Ярмарковий, бо щорічно понад два сторіччя з 1659 року на ній проводився Успенський ярмарок — один з найбільших у Російській імперії. Він проходив з 15 серпня по 1 вересня. Перед проведенням ярмарку весь майдан забудовувався тимчасовими дерев'яними ятками та балаганами. Узимку площа була улюбленим місцем харківців для катання на санях.
З втратою оборонної необхідности, Харківська фортеця була демонтована, а територія навколо неї вирівняна. На цьому місці утворилися широкі майдани: Сергіївський із заходу, Павлівський із півдня і Ярмарковий зі сходу. У 1804 році Ярмарковий майдан перейменовано на Миколаївський на честь однойменного храму, а також скита, що існував на майбутньому майдані з 1648 року. Одна з башт Харківської фортеці, що розташовувалася поруч, також була названа Миколаївською.

### У часи Російської імперії

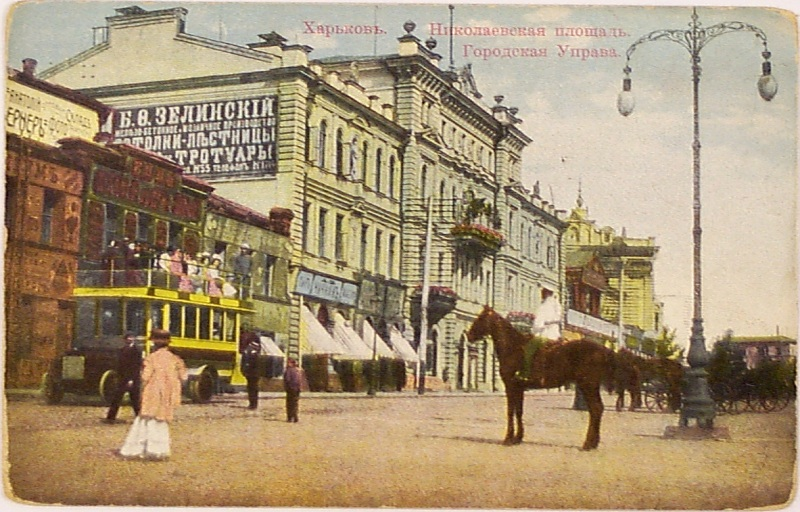
Стара будівля Харківської міської думи. На передньому плані — двоповерховий автобус маршруту «Вокзал-Сумська» і кінний городовий. 1910-ті роки

Наприкінці XVIII століття в північній частині майдану, за дерев'яною дзвіницею Миколаївської церкви штабскапітан Черкесов побудував дерев'яне приміщення «Театру народних розваг». Поряд розташовувався балаган для комедій. У 1808 році в театрі Черкесова проїжджа трупа акторів зіграла перед харківцями п'єсу «Братом продана сестра». Артистам запропонували залишитися в Харкові, на що вони погодилися. У зв'язку з цим на майдані побудували дерев'яний театр з великою сценою, ложами, рядами крісел, партером, амфітеатром та галереєю. Після 12-річної перерви театр у Харкові знову був відновлений. Вистави ставилися майже кожен день. Особливий успіх театр мав у дні Успенського та Троїцького ярмарків, коли вистави ставилися по кілька разів на день.
У 1812 році у зв'язку з початком Французько-російської війни театр був закритий. Протягом 1812—1814 років постійного театру в Харкові не було. Театральні вистави давала тільки під час ярмарків приїжджа трупа в колишньому залі на Ярмарковому майдані.
На початку XIX століття майдан почав активно забудовуватися кам'яними спорудами. Одним з перших недерев'яних будинків став будинок Дворянських зборів, виконаний у стилі класицизму, з високою залою та хорами. Він будувався впродовж 1814—1820 років. В рік відкриття будівлю відвідав російський імператор Олександр І. Будинок був споруджений у північній стороні майдану. Його архітектором став Михайло Лобачевський.
Разом зі спорудженням будівлі Дворянських зборів почалося облаштовування всієї площі та прилеглої території. Дерев'яну споруду театру було розібрано. Своєрідною прикрасою північної частини майдану став міський колодязь, обладнаний навісом на кам'яних стовпах у 1803 та помпою у 1805. Пізніше на його місці обладнано скульптурний фонтан. Навколо нього висаджувалися квіти, каштани, а з 1937 року — пальми. Пізніше фонтан знесено.

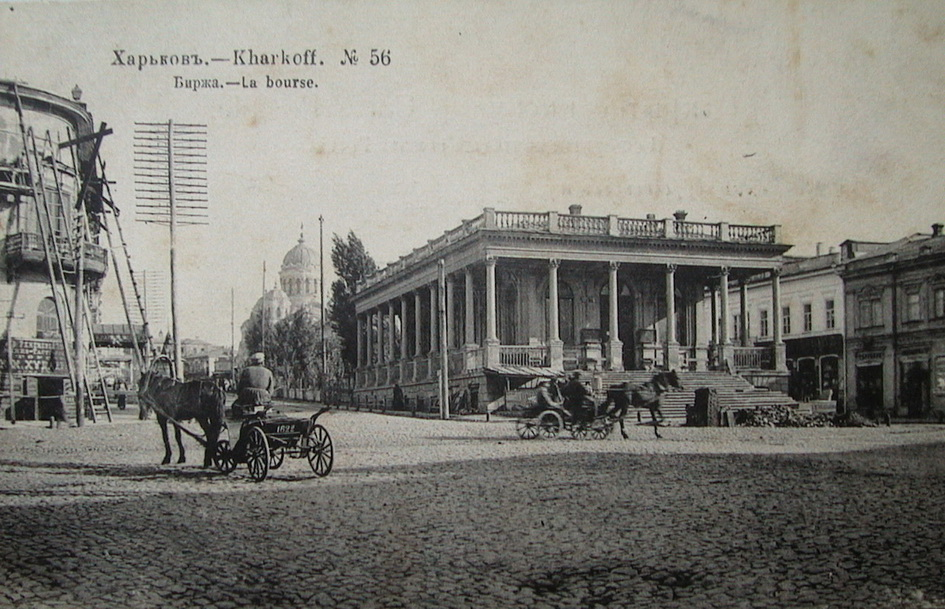
Будівля біржі з Павлівського майдану. Ліворуч — будинок на місці сучасного Палацу Праці. Вдалині — Миколаївський собор. Праворуч — торгові будинки, знесені після Другої світової війни для зведення «Будинку зі шпилем»

У ХІХ столітті на майдані існували міські ваги, безміни та міняльні столи для торговців. 1858 року міська рада клопотала про облаштування торгівельної біржі у південній частині майдану. На початку 1880-х років на місці дерев'яної будівлі за проєктом Болеслава Михаловського зведена кам'яна біржова зала у вигляді павільйону, оточеного колонадою коринфського ордера, що нагадувала стародавні храми. Після початку радянської окупації торгівля була згорнута, а будівля біржі передана під аероклуб. 1928 року її знесли для прокладання трамвайної колії. Навколо біржі існував сквер, названий у 1870-х Біржовим, а також коло конки.
У 1849 році на розі площі та теперішнього проспекту Героїв Харкова на місці одноповерхової дерев'яної будівлі зведено Братський дім Успенського собору у стилі класицизму. Будинок слугував готелем для духовенства. У 1900 році його реконструювали, надавши неоренесансного вигляду, і так він зберігся до сьогодні. Поряд було збудовано кам'яний дім, у якому розміщувався відомий на той час ресторан-пивна, де зазвичай харчувались студенти Харківського університету.
Навпроти — на іншій стороні майдану — 1885 року за проєктом архітектора Болеслава Михаловського звели будинок Міської думи. У 1869 році тут з'явився газетний кіоск. У ньому почався перший в місті продаж газет окремими номерами. У 1876 році весь Ярмарковий майдан замостили бруківкою.
У залі Дворянських зборів у 70-80-х роках XIX століття майже щорічно у літню чи осінню пору влаштовувалися виставки картин Товариства пересувних художніх виставок. У середині червня 1873 тут відкрилася друга виставка передвижників, на якій були представлені картини І. М. Крамського «Спаситель», М. М. Ге «Таємна вечеря», В. Г. Перова «Птахолов», Г. Г. Мясоєдова «Сцена під час облоги Севастополя», В. Є. Маковського «Жебраки», І. І. Шишкіна «Лісова глушина» і «Полудень», портрети М. О. Некрасова і М. Є. Салтикова-Щедріна роботи художника Ге й інші полотна.

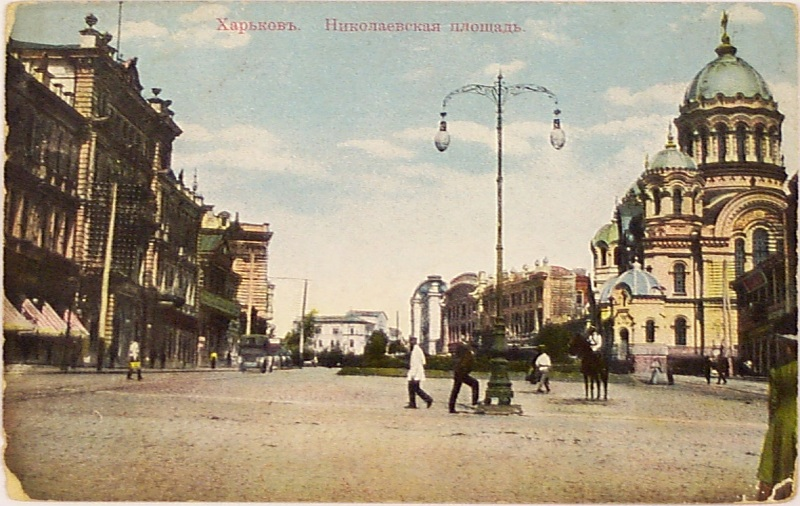
Ліворуч — будівля міської думи, за нею будинок Василя Карпова, далі — кут будівлі Гладкого, вдалині банкові будівлі: Північний, Торговий, Волзько-Камський і Міжнародний Петербурзький банки. Праворуч — Миколаївський собор. Між 1913 та 1914 роками.

У невеликому будинку з колонадою, що належав спочатку художнику Василю Карпову, а на початку ХХ століття О. С. Пітрі (нині на цьому місці розташований магазин «Дитячий світ») з 1880 року працювала редакція щоденної газети «Південний край».
У 1886—1896 на місці старої церкви в стилі козацького бароко був зведений великий Миколаївський собор у неовізантійському стилі. Храм підірваний у 1930 році для розширення трамвайної колії. Старовинний дзвін «Козацький — Священника Григорія» 1715 року був переміщений в історичний музей, а нині виставляється на подвір'ї Покровського монастиря.
У 1894 році був зведений будинок магазину «Пономарьов та Рижов» з елементами стилю бароко, в якому на перших поверхах були розташовані крамниці. Згодом у 1950-ті роки були зроблені надбудови з квартирами. Цей будинок стояв через провулок від будинку міської думи безпосередньо поряд з майбутнім Палацом праці, який був збудований у 1916 році.
По іншу сторону майдану від будівлі міської думи знаходилися банківські установи, щільність розташування яких була однією з найбільших в Російській імперії. У 1894 році був збудований Азовсько-Донський комерційний банк, у 1908 — Волзько-Камський банк, у 1897 — Земельний банк, у 1899 — Торговий банк. Архітектором цих будівель був Олексій Бекетов, а власником останніх двох банків був його тесть Олексій Алчевський. Окрім цього зведені й інші банки: Санкт-Петербурзький міжнародний банк (1913 рік), Азовсько-Донський банк (1914 рік) та Північний банк (1910 рік).
Банківські установи розділяли Миколаївська церква та найкращий готель міста «Метрополь».

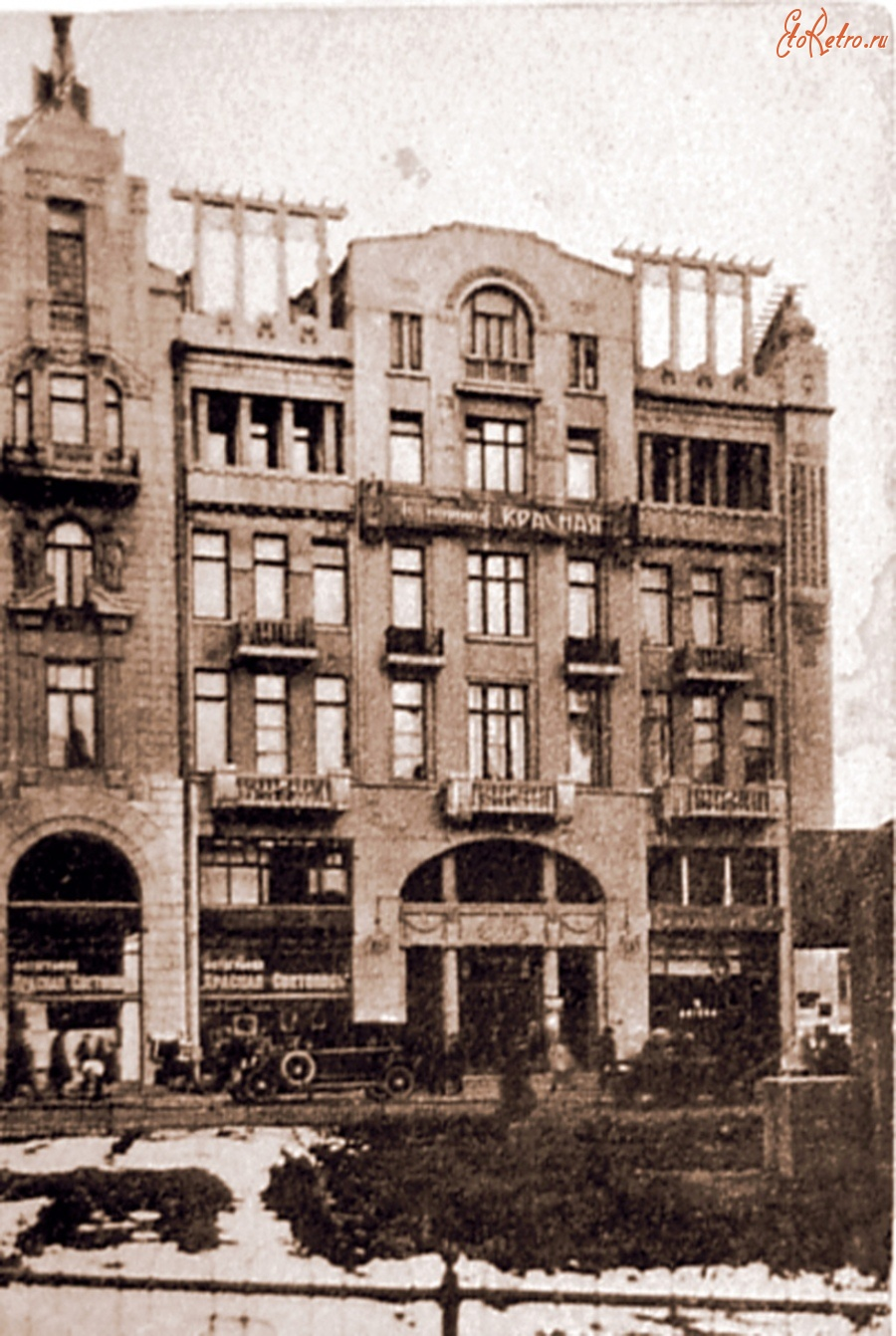
Готель Метрополь на початку ХХ століття

На Миколаївському майдані проводилися виступи більшовиків та марксистів. 19 лютого 1901 року тут відбулася велика демонстрація робітників та студентів. Харківський комітет РСДРП скористався виступами для масового розповсюдження листівок і агітації. Мітинг був розігнаний.
У 1910-х роках в Харкові ініційоване питання встановлення пам'ятника Тарасові Шевченку, бо єдиний і найперший пам'ятник поетові у садибі Алчевських вже був демонтований. У 1913 році розпочався збір коштів (50 000 карбованців) на встановлення пам'ятника у Миколаївському сквері на півночі майдану, а також було розроблено два проєкти. Однак, реалізація пам'ятника була відкладена спочатку через проблеми з проєктами, а пізніше через початок Першої світової та революції.

### Період Громадянської війни

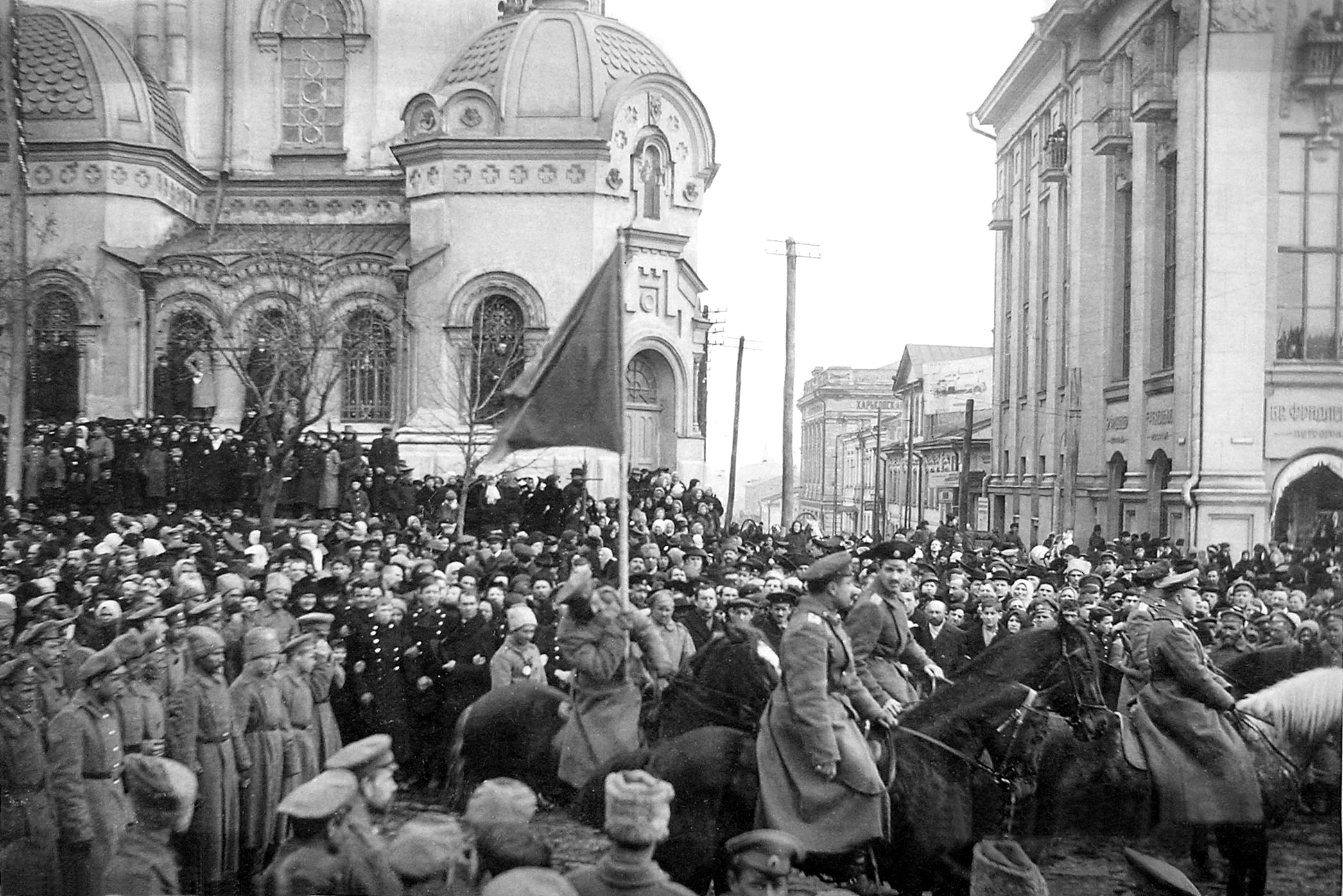
Демонстрація на Миколаївській площі біля Миколаївського собору, 3 березня 1917

Через чутки про самовідсторонення міського уряду та продовольчий колапс 1 березня 1917 року в будинку Міської думи почав працювати міський громадський комітет в який увійшли представники міського самоврядування, а також представників громадськости, товариств та робітничих організацій. Комітет займався інформуванням містян, охороною спокою в місті, піклуванням продовольством.
20 квітня 1917 року в будинку Дворянських зборів відбулися збори більшовиків Харкова, які підтримали Володимира Леніна та обрали делегатів на VII Всеросійську конференцію РСДРП(б). Були обрані М. К. Муранов, А. В. Ємельянов, А. Н. Іванов.
14 вересня 1917 року на майдані відбувся мітинг за революційну демократію. Серед гасел були: «Слобожанщина до автономії України», «Хай живе Українська Центральна Рада, як орган революційної демократії», «Геть смертну кару», «Хай живе вільна Україна», «Вимагаємо якнайшвидшого скликання Установчих зборів» та інші. Мітинг пройшов від іподрому до будівлі міської думи на майдані, де з балкона їх вітали представники міського самоврядування. 18 вересня 1917 року в будівлі Дворянського зібрання запрацювала наукова секція Харківської Просвіти під керівництвом Дмитра Багалія та за головуванням Миколи Сумцова, що вивчала місцеві архіви, народний побут, мову та історію. Засідання відбувалися раз на два тижні, читалися доповіді з українознавства українською та російською мовами.
2 грудня 1917 року Харківська міська дума переважною більшістю проголосувала за приєднання до УНР і визнала владу Центральної Ради. У Харкові перебували й українізовані полки.
З 9 грудня 1917 року в місто почали прибувати більшовицькі війська і Харків був окупований радянською владою. 11 грудня 1917 року в будинку Дворянських зборів почалися Перші Всеукраїнські збори Рад. На зборах були присутні близько 200 осіб. На з'їзді виступив Ф. А. Сєргєєв (Артем). 12 грудня з'їзд проголосив Україну радянською республікою. З'їзд ухвалив рішення про поширення на Україну всіх декретів і постанов Радянського уряду Російської Федерації й проголосив Україну федеративною частиною Радянської Росії. У кінці роботи з'їзду був обраний верховний орган державної влади республіки — Центральний Виконавчий Комітет у складі 41 особи. У ЦВК Рад України увійшло 35 більшовиків, серед яких були Артем (Федір Сєргєєв), Євгенія Бош та інші.
23 грудня 1917 року на майдані відбувся перший у місті парад військової техніки з п'яти броньовиків та декількох інших машин.
З 1 грудня 1917 та у січні 1918 року на Миколаївському майдані в будівлі біржі містився Центральний штаб харківської Червоної гвардії, до складу якого входили М. А. Руднєв, М. Л. Рухимович та інші.
Наприкінці грудня 1917 року для керівництва народним господарством була створена Південна обласна рада народного господарства — Південраднаргосп, куди входили підприємства Харківської та Катеринославської губернії, вугільні шахти Донбасу, рудники Херсонської губернії та Криму. Управління Південраднаргоспа розташовувались у Харкові на Миколаївській площі в будівлі колишнього Земельного банку. Очолював Південраднаргосп Артем (Федір Сергєєв). Головою фінансового відділу Південраднаргоспу працював більшовик Валерій Межлаук, який став згодом заступником Голови Раднаркому СРСР та Головою Держплану СРСР. Тут часто бував і проводив наради Надзвичайний представник Раднаркому РРФСР при уряді Радянської України Григорій Орджонікідзе.
Під час визволення Харкова німецькими військами та військами Української держави у будівлі Дворянського зібрання знаходилася німецька комендатура.
25 січня 1919 року Миколаївський майдан перейменовано на майдан Тевелєва на честь члена обкому Донецько-Криворізької Радянської республіки, який брав участь у встановлені радянської влади у Харкові, Мойсея Тевелєва, убитого під час визволення Харкова німецькими військами у 1918 році.
25 червня 1919 року під час встановлення Денікінського режиму на майдані відбувся бій між Добровольчою армією та екіпажем Червоної армії на броньовику «Артем», який в результаті був переможений біля міської думи.

### Радянська окупація

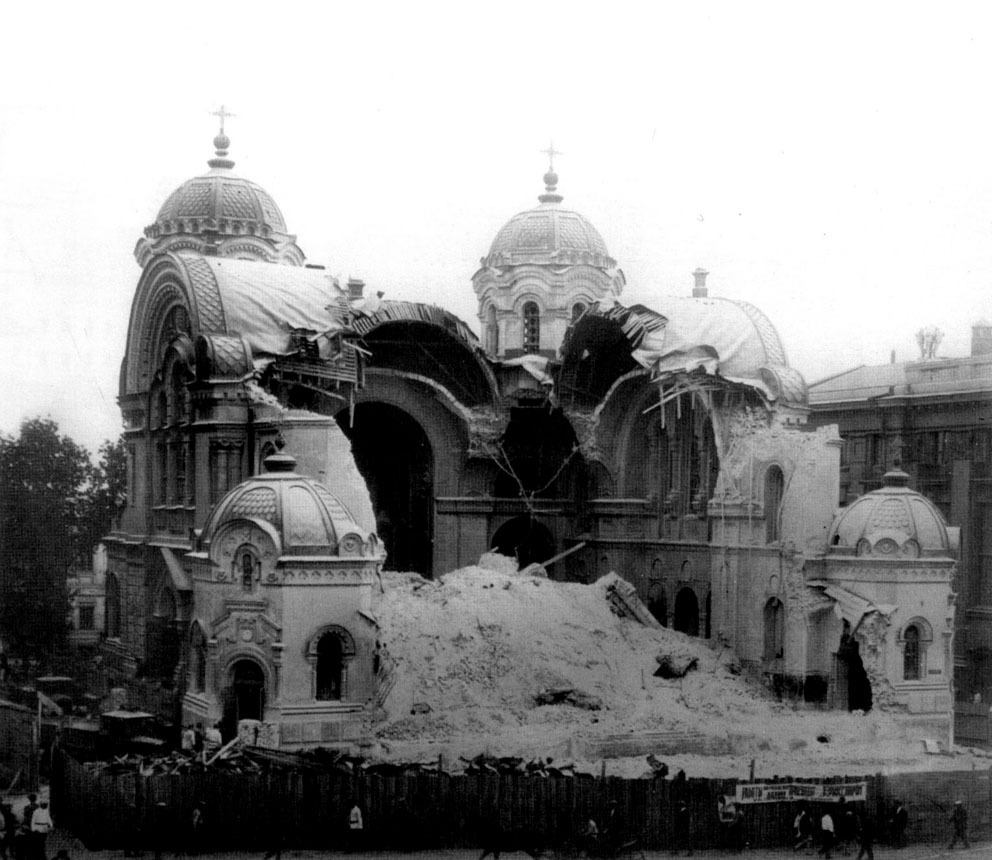
Знесений Миколаївський собор. 1930 рік

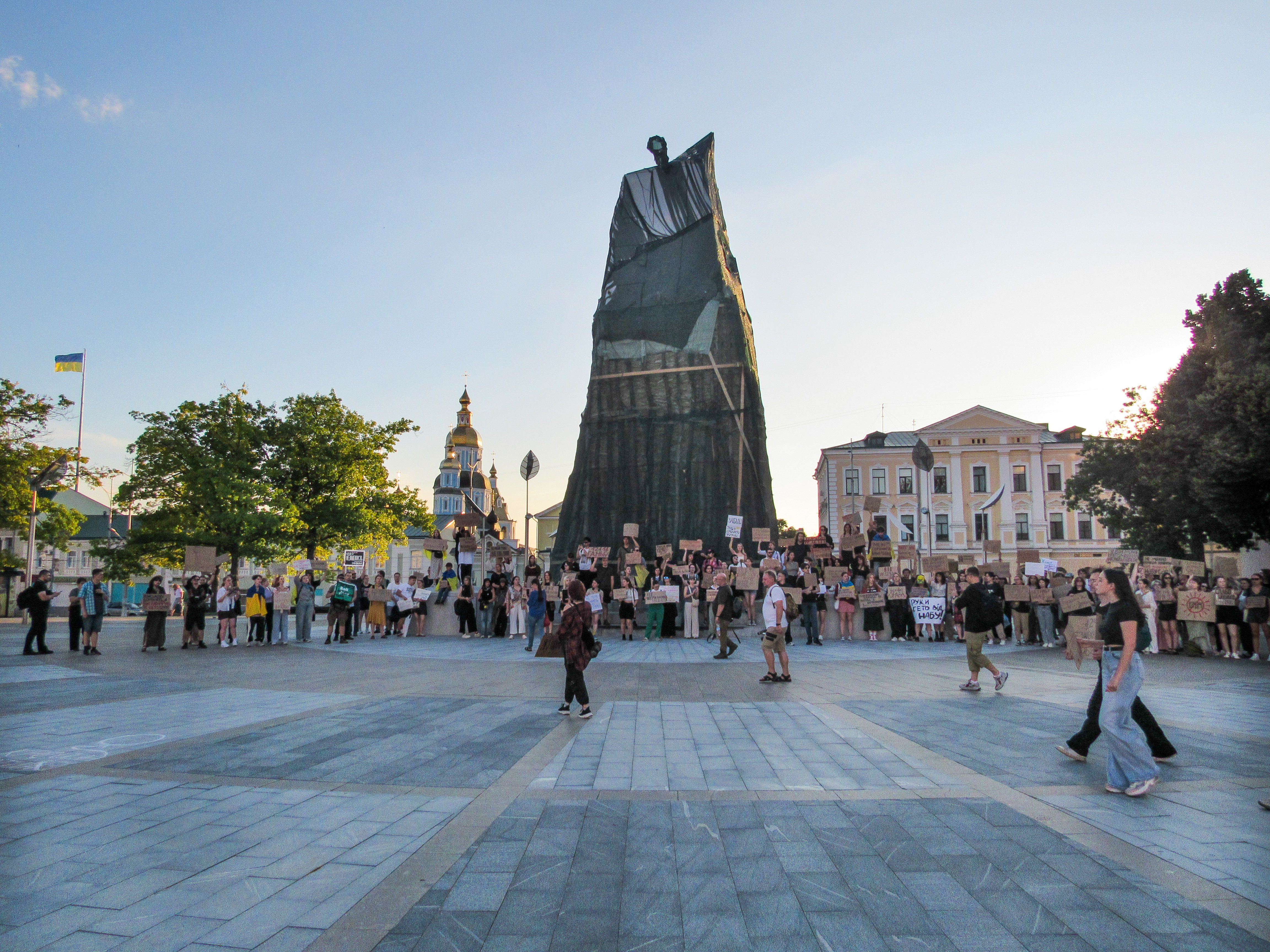
Антикорупційний протест у Харкові 24 липня 2025 та схований від обстрілів пам'ятник Незалежності

В роки радянської окупації розпочалося радикальне змінення майдану. Були знесені біржа та Миколаївська церква. За проєктом архітектора Олександра Лінецького був реконструйований будинок Дворянських зборів. У 1925 році на розі майдану Тевелєва й Спартаківського провулка (нині Ярмарковий провулок), навпроти будівлі ВУЦВК, невелика двоповерхова будівля за його ж проєктом реконструйована у чотириповерховий будинок Товарної біржі. У 1931 році на розташованому поруч будинку Гладкого надбудували два поверхи (автор реконструкції архітектор П. Крупно) і передали Інституту народного господарства. Реконструйовано у стилі конструктивізм та надбудовано неоренесансний будинок Укше. А на місці невеликого приміщення колишньої редакції газети «Південний край» в 1925 році завершено зведення «Нового пасажу», розпочате ще до революції. Також майдан був заасфальтований замість колишнього брукування.
У 1930-му році влада міста знову повернулася до ідеї встановлення на майдані пам'ятника Тарасові Шевченку. Між будівлею ВУЦВК (Дворянського зібрання) та Миколаївським собором того року відбулося закладання пам'ятника Тарасові Шевченку. Однак, через брак простору у 1934 році місце під пам'ятник перемістили в Університетський сад (сад Т. Г. Шевченка), де він був відкритий у 1935 році.
У 1933 році за проєктом архітекторів В. К. Троценко і В. І. Пушкарьова реконструйовано будівлю виконкому Харківської міської Ради депутатів.

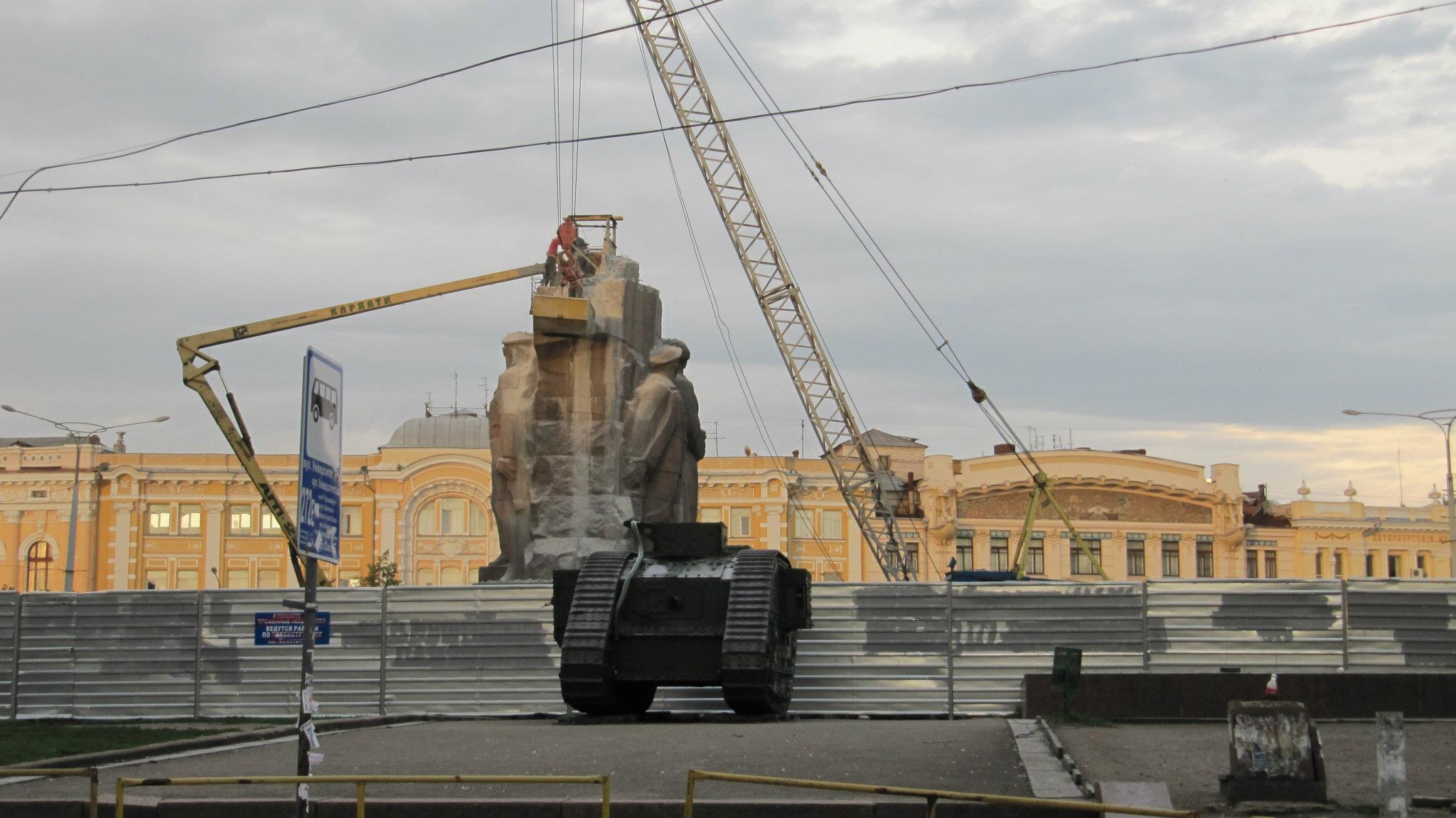
Монумент на честь проголошення Радянської влади в Україні демонтується, початок вересня 2011

У 1935 році в будинок Дворянських зборів, після перенесення ВУЦВК до Києва, переобладнали під перший в СРСР Палац піонерів. Відкриття відбулося 6 вересня у день святкування міжнародного дня юнацтва.
У 1938 році на майдані встановлюють пам'ятник британському танку Mark V. У повоєнні часи переміщений на територію Покровського монастиря, а у 1990 році повернутий до майдану.
7 вересня 1942 року Харківська міська управа відновила історичну назву Миколаївський майдан.
В часи Другої Світової війни багато будівель було зруйновано, в тому числі Палац піонерів, готель «Червоний» тощо. В кінці 1940-их років були відновлені Будинок Земельного та Торгового банку. Було відновлено будинок міської ради, Палац Праці.
У 1954 році між Вірменським провулком та Московським проспектом (нині проспект Героїв Харкова) був збудований десятиповерховий будинок, відомий як «Будинок зі шпилем», на першому поверсі якого була відкрита крамниця «Книжковий світ». На місці колишнього готелю «Червоний» в 1955 році споруджено житловий будинок.
На місці колишнього Палацу піонерів у 1956 році відкрито сквер. 12 грудня 1957 року в центрі скверу в день 50-річчя проголошення радянської влади в Україні був закладений пам'ятник, який було відкрито 4 листопада 1975 року.
У 1975 році на майдані була відкрита станція першої черги Холодногірсько-Заводської лінії Харківського метрополітену. Для зведення станції була знесена будівля Пащенка-Тряпкіна та пожежна частина 2-го району міста, побудована у 1818—1823 роках.

8 травня 1975 року майдан Тевелєва перейменований на майдан Радянської України на честь «50-річчя встановлення радянської влади в Україні».

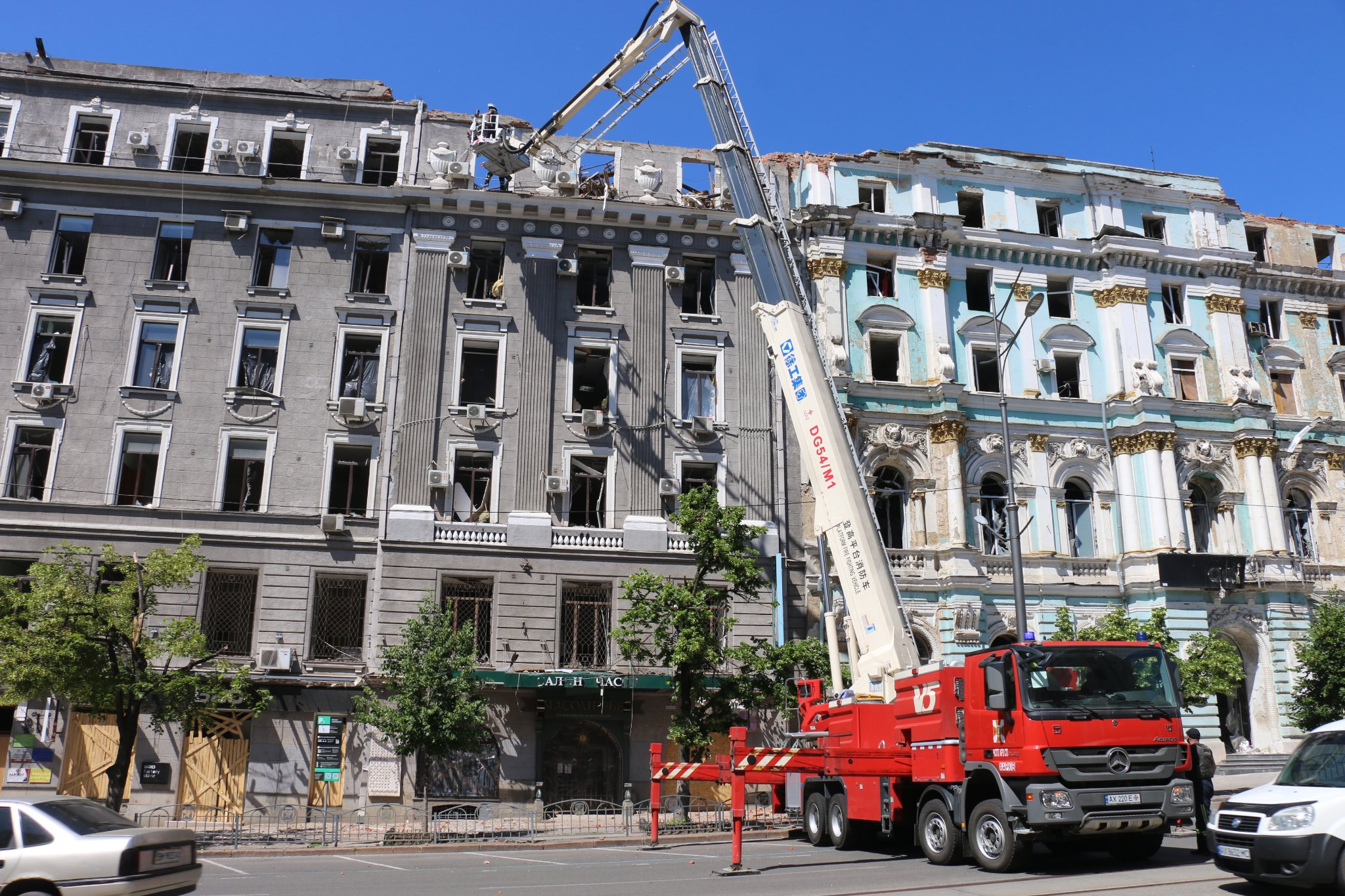
Розбирання конструкцій, пошкоджених обстрілом 2 березня 2022. Ліворуч — Палац праці.

### За незалежної України
28 червня 1996 року майдан було перейменовано на честь новоприйнятої Конституції України.
У серпні 2011 року почалася реконструкція майдану, що супроводжувалася демонтажем монумента на честь проголошення Радянської влади в Україні. На його місці звели та 22 серпня 2012 року урочисто відкрили новий Монумент на честь Незалежності України, авторами якого є харківські скульптори Олександр Рідний та Ганна Іванова. Окрім реконструкції площі та пам'ятника розпочато реконструкцію історичного музею за проєктом скандальновідомої харківської архітекторки Тетяни Поліванової, де зміни до історичної будівлі критикувалися як несумісні з її архітектурною цінністю. У 2012 році всупереч Закону України «Про охорону культурної спадщини» до пам'ятки архітектури та містобудування «Ломбард» з боку майдану розпочалася прибудова скляного куба, який частково поглинув будівлю. У ньому мала розміститися галерея сучасного мистецтва. У 2014 році будівельні роботи зупинили і більше не відновлювали. Через скляну прибудову будівля-пам'ятка дала тріщини, а в приміщення проникає вода.
На початку ХХ століття майдан Конституції став головним місцем проведення демонстрацій, протестів та парадів, однак після облаштування майдану Свободи у 1930-х роках майдан Конституції втратив цю функцію. Нині ж частина протестів та мітингів знову проводиться на майдані. У 2013—2014 роках на майдані відбувалася частина подій Харківського Євромайдану. Тут неодноразово проходили багатотисячні проукраїнські мітинги. 29 січня 2021 року на майдані вшановували пам'ять героїв Крут. 27 лютого 2021 року відбулася акція на підтримку Сергія Стерненка. 8 березня 2021 року на майдані відбувся «Марш жіночої солідарності» на підтримку медикинь. 23 серпня 2021 року відбулося святкування Дня Державного прапора. 16 грудня 2021 року відбулася акція протесту екоактивіста у костюмі дерева проти вирубки дерев. 5 лютого 2022 року відбувся «Марш єдності», проти проведення якого виступила міська влада. 23 та 24 липня 2025 відбулися тисячні протести проти законопроєкту № 12414, який обмежує НАБУ і САП.
2 березня 2022 року, під час боїв за Харків, Палац праці був обстріляний російською армією. При цьому постраждали й сусідні будівлі, зокрема прилеглий житловий будинок, міська рада та інші.

## Будівлі
Первісно нумерація будівель на майдані починалася від Миколаївського собору (№ 1) і йшла за годинниковою стрілкою по майдану, завершуючись на готелі «Метрополь» на номері 31. Після знесення собору нумерацію будівель вирішили змінити, застосувавши систему нумерації як для вулиць, починаючи із півдня на північ. Таким чином будівлі на заході майдану отримували непарні номери, а на сході — парні, нумерація починалася від Палацу Праці (№ 1) і завершувалася на будівлі Земельного банку (№ 28). Наступна зміна у нумерації будинків відбулася після знесення дореволюційної забудови у кварталі між проспектом Героїв Харкова і Вірменським провулком у 1950-х роках. Через це зникли номери будинків 4, 6, 8, 10 за новою нумерацією, а «Будинок зі шпилем», що займає весь квартал, отримав номер 2. Після знесення будинку Дворянського зібрання у 1950-х та будівель Пащенка-Тряпкіна і пожежної частини у 1970-х з нумерації зникли номери 15, 17, 19 за новою нумерацією. Окрім цього з нумерації майдану виключено будинок зі старим номером 26 на розі з вулицею Сумською.
| №  | № (старий)                     | Назва                                         | Роки                                     | Охор. №                                  | Фотографія | Примітки |
| -- | ------------------------------ | --------------------------------------------- | ---------------------------------------- | ---------------------------------------- | ---------- | --- |
| 1  | 13                             | Палац праці                                   | 1916                                     | А-місц, МБ-місц № 7113-Ха                |            | Будівля зведена як прибутковий будинок Всеросійського страхового товариства «Росія» у 1914—1916 роках за проєктом Іполита Претро. Будівля зводилася на місці давніших будівель, цеглу з яких використали під час зведення прибуткового будинку «Динамо» на сучасній вулиці Полтавський Шлях. Після встановлення радянської влади в його приміщення облаштували Народний комісаріат праці та Всеукраїнська Рада професійних спілок. 2 березня 2022 року в будівлю влучила російська ракета, значно пошкодивши її. |
| 2  | 6, 7, 8, 9, 10, 2, 4, 6, 8, 10 | Будинок зі шпилем                             | 1950–1954, 1967                          | А-місц, МБ-місц № 7114-Ха                |            | У першій половині XX століття на місці «Будинку зі шпилем» розташовувалися малоповерхові дореволюційні будівлі. Під час Другої світової війни забудова площі сильно постраждала, багато будівель було зруйновано. У 1950—1954 роках на місці зруйнованих будівель між сучасним проспектом Героїв Харкова та Вірменським провулком розпочалося будівництво житлового комплексу для робітників Турбінного заводу, ХТЗ та ХЕМЗу. Будинок зводився за проєктом архітектора П. І. Орешкіна у стилі «сталінський ампір». Будівництвом займався Житлобуд-2, корпуси будівлі мають різну поверховість (від 7 до 11). Під час післявоєнної відбудови Харкова новими домінантами міста мали б стати висотки зі шпилями саме у такому стилі. Однак, як і цей план, «Будинок зі шпилем» не був повністю добудований до початку боротьби з надмірностями в будівництві. В 1967 році була завершена добудова 9-поверхового корпусу зі сторони Вірменського провулка. Його декор відсутній, що сильно контрастує з фасадом на майдані Конституції. |
| 3  | 14                             | Магазин «Пономарьов та Рижов»                 | 1894, 1954                               | А-місц, МБ-місц № 7115-Ха                |            | Збудований для магазину скобяних виробів «В. Г. Пономарьов і П. П. Рижов» за проєктом Андреа-Моріца Томсона у 1894 році. 1954 року надбудований на 3 поверхи. В радянські часи — магазин «Люкс». 2 березня 2022 року в будівлю влучила російська ракета, значно пошкодивши її. |
| 5  | 15                             | Житовий будинок                               | 1950-ті                                  |                                          |            | Побудований на місці двоповерхового будинку С. Е. Тамбовцевої у 1950-х роках за проєктом Е.Пономарьової та Л.Лаєвської. 2 березня 2022 року в будівлю влучила російська ракета, значно пошкодивши її. |
| 7  | 16, 17                         | Будівля Харківської міської ради              | 1883—1885, 1930—1932, 1946—1954          | А-місц, МБ-місц № 7116-Ха                |            | Перша будівля тогочасної міської думи і управи Харкова була побудована протягом 1883—1885 років за проєктом архітектора Болеслава Михаловського в силі французького ренесансу. У 1930—1932 роках вже за радянської влади будівля була перебудована і розширена. Авторами нового проєкту виступили архітектори Віктор Троценко, Валентин Пушкарьов і Володимир Петі, поєднавши елементи конструктивізму з ар-деко. Планувалося також звести дзеркальну будівлю на місці колишнього магазину Пономарьова та Рижова, та Палацу Праці, а також поєднати їх мостами на рівні п'ятого поверху. Однак проєкт не був реалізований. Протягом Другої світової війни будівля міськвиконкому була серйозно пошкоджена. Відбудова за проєктом В. Костенка, Ю. Чеботарьова, В. Харламова та Д. Зеліченка вже у стилі радянського неокласицизму тривала 8 років і завершилась 1954 року. |
| 9  | 18                             | Новий пасаж                                   | 1910-ті—1925                             | А-місц № 7117-Ха                         |            | На місці невеликого двоповерхового будинку з колонадою, що належав спочатку художнику Василю Карпову, а на початку ХХ століття О. С. Пітрі, а також розташовувалася редакція газети «Південний край», до революції розпочате зведення «Нового Пасажу». В 1925 році будівництво завершено за проєктом Олександра Лінецького. |
| 11 | 19                             | Прибутковий будинок Гладкого                  | між 1894 та 1900, 1930-ті                | А-місц, МБ-місц № 7118-Ха                |            | Прибутковий будинок Гладкого зведений між 1894 та 1900 роками за проєктом Болеслава Михаловського з використанням елементів стилів ренесансу та бароко. Первісно він був двоповерховий, а завершувався аттиком зі скульптурою та великим куполом. У 1930-х роках за проєктом П. Крупка надбудовано 2 поверхи. Нині у будівлі розміщується Університет мистецтв ім. Котляревського, а також відома крамниця «Ведмедик», де зберігся інтер'єр крамниці фірми «Жорж Борман». |
| 12 | 5                              | Братський будинок                             | 1845—1849, 1900                          | А-місц, МБ-місц № 7119-Ха                |            | У 1845—1849 році на розі площі та теперішнього проспекту Героїв Харкова на місці одноповерхової дерев'яної будівлі зведено Братський дім Успенського собору у стилі класицизму за проєктом архітектора Федора Данилова. Будинок слугував готелем для духовенства. У 1900 році його реконструювали, надавши неоренесансного вигляду, і так він зберігся до сьогодні. Авторами проєкту реконструкції були Болеслав Михаловський та Михайло Ловцов. |
| 13 | 20                             | Будівля біржі                                 | ХІХ століття, 1925                       | А-місц, МБ-місц № 7120-Ха                |            | У 1925 році двоповерховий торговий будинок ХІХ століття надбудований за проєктом архітектора Олександра Лінецького для розташування Товарної біржі. Будівлю виконали у поєднанні модерну з неокласицизмом. Куд будівлі підкреслено баштою, а з боку майдану встановлена скульптура бога Меркурія. Наприкінці 1970-х років скульптура та башта демонтовані. Вони були відновлені у 2012 році. Нині будівлю займає Університет мистецтв ім. Котляревського. |
| 14 | 4                              | Будівля Азовсько-Донського комерційного банку | 1896, 1914                               | А-місц, МБ-місц № 7121-Ха                |            | Будівля Азовсько-Донського комерційного банку побудована за проєктом Олексія Бекетова у 1894 році. Первісно вона була виконана у стилі неоренесанс. У 1914 році за проєктом Лева Тервена споруда реконструйована у стилі модерн. Після встановлення радянської влади у будівлі розміщувалася організація «Бурякспілка», а пізніше — Харківський інженерний гідрометеорологічний інститут. Нині це офісна будівля. |
| 16 | 3                              | Будинок Укше                                  | 1860-ті, 1894—1895, 1930-ті, 2000-ні     |                                          |            | У 1860-х роках на цьому місці була побудована торгова будівля Ковалева. У 1894—1895 роках її викуповує та реконструює купець Арнольд Єгорович Укше. Автором проєкту реконструкції у неоренесансному стилі є Митрофан Дашкевич. У 1930-х будинок надбудовують, а все оздоблення фасаду демонтовують. |
| 18 | 2                              | Будівля Азовсько-Донського банку              | 1914                                     | А-місц, МБ-місц № 7122-Ха                |            | Збудований для Азово-Донського банку за проєктом архітектора Іогана Лідваля. На даху будинку розташований пам'ятник «Скрипаль на даху» |
| 20 | 31                             | Житловий будинок                              | 1955                                     | І-місц № 1551                            |            | Побудований на місці зруйнованого готелю «Метрополь» у 1955 році за проєктом архітекторів Е. Пономарьової та В. Костенка. |
| 21 | 25                             | Житловий будинок                              | поч. ХХ століття, І половина ХХ століття |                                          |            | Дореволюційний триповерховий будинок О. А. Васильєва, реконструйований у І половині ХХ століття з надбудовою та повною втратою оздоблення. |
| —  | 26                             | Будівля Північного банку                      | 1908—1910, 1926                          | А-місц, МБ-місц № 7390-Ха, І-місц № 1996 |            | У 1908—1910 роках на розі майдану і вулиці Сумської звели чотириповерховий будинок у стилі модерн для Північного банку (пізніше — Російсько-Азійський банк) та Вищих жіночих медичних курсів. Проєкт розробили архітектори Оскар Мунц і Альфред Шпігель, а зводив харківський архітектор Михайло Піскунов. У 1926 році за проєктом Івана Єрмілова будинок надбудували п'ятим поверхом, що зберіг архітектурну цілісність основної частини. 1 травня 1976 року на фасаді будинку встановлено великий електронний термометр, який швидко став популярним міським орієнтиром і місцем зустрічей. Раніше будинок мав адресний номер, окрім № 1 по вулиці Сумській, № 26 по майдану Конституції. |
| 22 | 30                             | Будівля Міжнародного Петербурзького банку     | 1913                                     | А-місц, МБ-місц № 7123-Ха                |            | Збудований для Санкт-Петербурзького міжнародного банку за проєктом архітектора Віктора Величка. Сьогодні в будинку розташоване обласне відділення Ощадбанку. Будинок виконано у стилі французького ренесансу. |
| 24 | 29                             | Будівля Волзько-Камського банку               | 1968                                     | А-місц, МБ-місц № 7124-Ха                |            | Будівля Волзько-Камського банку зведена за проєктом Олексія Бекетова. З 1968 року і по сьогоднішній день в будинку розташований Харківський державний академічний театр ляльок імені В. А. Афанасьєва. Для театру спеціально реконструйований Б. Клейном і О. Любоміловою. |
| 26 | 28                             | Будівля Торгового банку                       | 1899, 1949—1951                          | А-місц, МБ-місц № 7125-Ха                |            | Будівля зведена 1899 року за проєктом архітектора Олексія Бекетова на замовлення промисловця й мецената Олексія Алчевського. У роки Другої світової війни будівля значно постраждала. Відновлювальні роботи тривали з 1949 до 1951 року під керівництвом харківського архітектора Ноя Підгорного. В ході реконструкції було усунуто архітектурний розрив із сусідньою будівлею колишнього Волзько-Камського банку, спрощено декор фасадів, змінено форми вікон й куполу. У післявоєнні роки тут розміщувався Всесоюзний науково-дослідний інститут організації шахтного будівництва, а згодом — Будинок науки й техніки. В інтер'єрах установи збереглися тематичні вітражі з радянського періоду. |
| 28 | 27                             | Будівля Земельного банку                      | 1896—1898, 1948—1953                     | А-місц, МБ-місц № 7126-Ха                |            | Двоповерхова будівля, рясно прикрашена деталями, збудована для Харківського Земельного банку у 1896—1898 роках. Архітектором будівлі був академік архітектури Олексій Миколайович Бекетов, тесть Олексія Алчевського — засновника банку. У 1920 році банк закрито через прихід у місто більшовицької влади. З 1928 року і по сьогоднішній день в будинку розташований Харківський автотранспортний фаховий коледж. Під час Другої світової війни будівля сильно постраждала. У 1948—1953 роках будівля була відновлена за проєктом архітекторів Г. В. Сіхарулідзе та О. Ю. Лейбфрейда. |

## Пам'ятники та скульптури
| Назва пам'ятника                            | Дата відкриття      | Фотографія | Додаткові дані |
| ------------------------------------------- | ------------------- | ---------- | --- |
| Пам'ятник Незалежності «Україна, що летить» | 22 серпня 2012 року |            | Авторами монумента є харківські скульптори Олександр Рідний та Ганна Іванова. Монумент є постаментом строгої геометричної форми з облицюванням із гранітних плит сірого кольору, на якому встановлена бронзова фігура давньогрецької богині перемоги Ніки на кулі. Фігура богині та куля виконані з бронзи. |
| Пам'ятник «Скрипаль на даху»                | 18 квітня 2003 року |            | Скульптор Сейфаддін Гурбанов. Фігура музиканта зі скрипкою, який грає. Пам'ятник виготовлений з бронзи. Знаходиться на даху будинку № 18. |
| Половецькі баби                             | 2013 рік            |            | Чотири половецькі баби XII століття, встановлені на майдані у 2013 році. У ніч на 2 листопада 2023 року 45-річний безробітний чоловік пошкодив стародавні скульптури сокирою. За фактом вандалізму відкрите кримінальне провадження за частиною 1 статті 194 «Умисне знищення або пошкодження майна» Кримінального кодексу України, в ході слідчих дій справа перекваліфікована на частину 2 статті 298 «Незаконне проведення пошукових робіт на об'єкті археологічної спадщини, знищення, руйнування або пошкодження об'єктів культурної спадщини». |
| Гармати харківської фортеці                 | 1840-ві             |            | Непридатні до використання гармати після втрати необхідности в обороні міста вивезли за межі Харкова, в район церкви Жон Мироносиць. У ХІХ столітті всі гармати наказано переплавити, однак дві з них вбилися глибоко у землю. У 1840-х роках військовий губернатор міста Петро Іванович Трубецький отримав наказ виставити ці гармати як пам'ятник біля входу в будинок Дворянського зібрання, зруйнований у роки Другої світової війни. Нині гармати встановлені ближче до будівлі сучасного історичного музею. |
| Британський танк Mk.V                       | 1938 рік            |            | Англійський танк Mark V, встановлений як пам'ятник Громадянській війні у 1938 році. Танк, ймовірно, був поставлений Антантою до Збройних сил Півдня Росії наприкінці 1919 або на початку 1920 року, а потім був зарахований до Російської армії Петра Врангеля в Криму, де отримав назву «За Русь Святу». Восени 1920 року танк був підбитий у ліву гусеницю під час боїв з Червоною армією на Каховському плацдармі. Після ремонту танк був переданий до бойового складу Червоної армії, а потім, як військовий трофей встановлений у Харкові на загальний огляд на подвір'ї Історичного музею, який у той час знаходився на території Покровського монастиря. Після того як у 1990 році будівлю музею було повернуто Харківській єпархії, танк було переміщено через Університетську вулицю на майдан Конституції, до іншого будинку Історичного музею. Другий пам'ятник такому ж такну розташовувався на Сергіївському майдані та був втрачений у 1943 році або дещо пізніше. |
| Танк Т-34-85                                | 1990-ті             |            | Танк подаровано Харківським танкоремонтним заводом історичному музею. |
| БС-3                                        |                     |            | Радянська 100-мм польова гармата 1945 року. |
| ЗІС-3                                       |                     |            | Радянська 76-мм дивізійна гармата зразка 1942 року. |
| М-30                                        |                     |            | Радянська 122-мм гаубиця зразка 1938 року. |

### Колишні пам'ятники
| Назва пам'ятника                                          | Дата відкриття           | Дата демонтажу           | Фотографія | Додаткові дані |
| --------------------------------------------------------- | ------------------------ | ------------------------ | ---------- | --- |
| Монумент на честь проголошення радянської влади в Україні | 4 листопада 1975 року    | 2011 рік                 |            | Висота пам'ятника — 18 метрів, скульптори: Василь Агібалов, Михайло Овсянкін, Яків Рик, Сергій Світлорусов; архітектори: Ігор Алфьоров, Анатолій Максименко, Ерік Черкасов. На початку вересня 2011 року був повністю демонтований з майдану.                                                     |
| Пам'ятник Артему                                          | 1920-ті роки             | Невідомо                 |            | Пам'ятник на великому постаменті з бюстом Федора Сергєєва, відомого як «товариш Артем», встановлений перед будинком ВУЦВК. |
| Пам'ятник Тарасові Шевченку                               | 1930 рік, не реалізовано | 1930 рік, не реалізовано |            | У 1930-му році на майдані, між будівлею ВУЦВК (Дворянського зібрання) та Миколаївським собором, відбулося закладання пам'ятника Тарасові Шевченку. Через брак простору у 1934 році місце під пам'ятник перемістили в Університетський сад (сад Т. Г. Шевченка), де він був відкритий у 1935 році. |

## Транспорт
Під майданом розташована 4-та станція Харківського метрополітену, відкрита 23 серпня 1975 року, «Майдан Конституції» Холодногірсько-Заводській лінії, а також 14-та станція «Історичний музей» Салтівській лінії, відкрита 10 серпня 1984 року.
Через площу проходить наступні маршрути:
- Трамваї:
  - 5, 6;
- Тролейбуси:
  - 11, 40, 55, 58
- Автобуси:
  - 29, 272

## Галерея

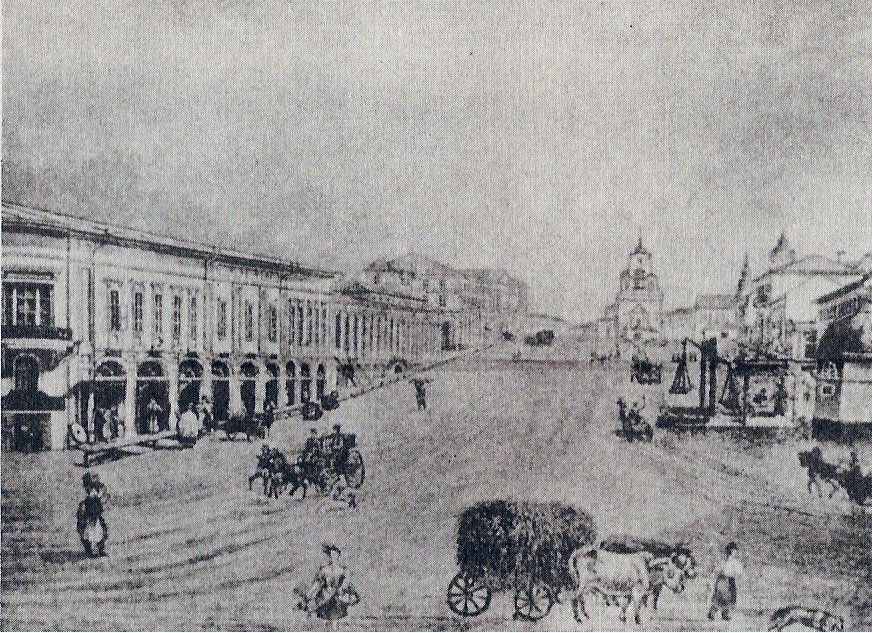
Миколаївський майдан у 1840-х роках. Вигляд з боку Павлівського. Вдалині стара Миколаївська церква із дзвіницею
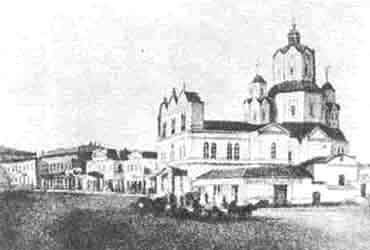
Забудова майдану в ХІХ столітті
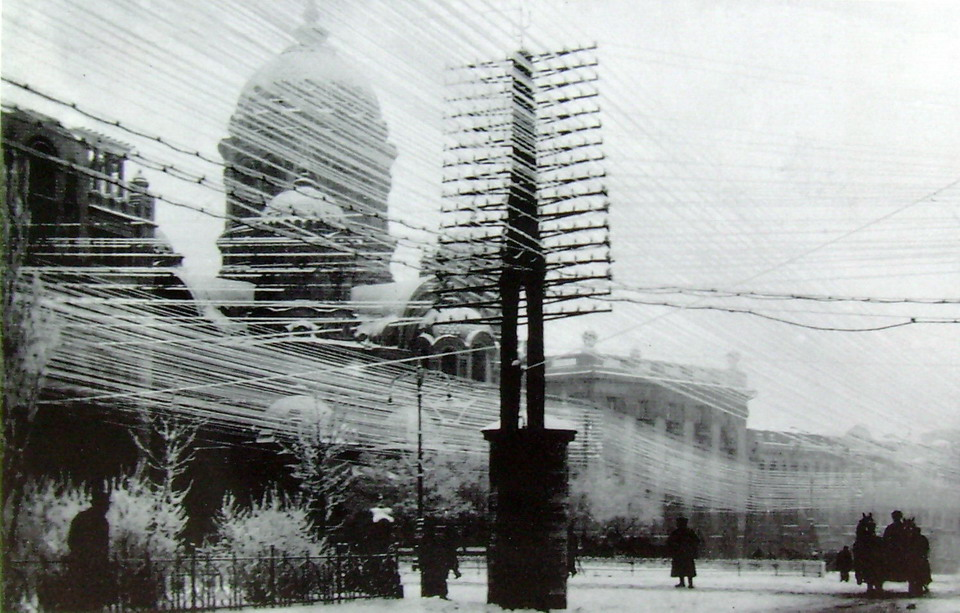
Зимовий Миколаївський майдан з купою телефонних дротів. 1910-ті роки
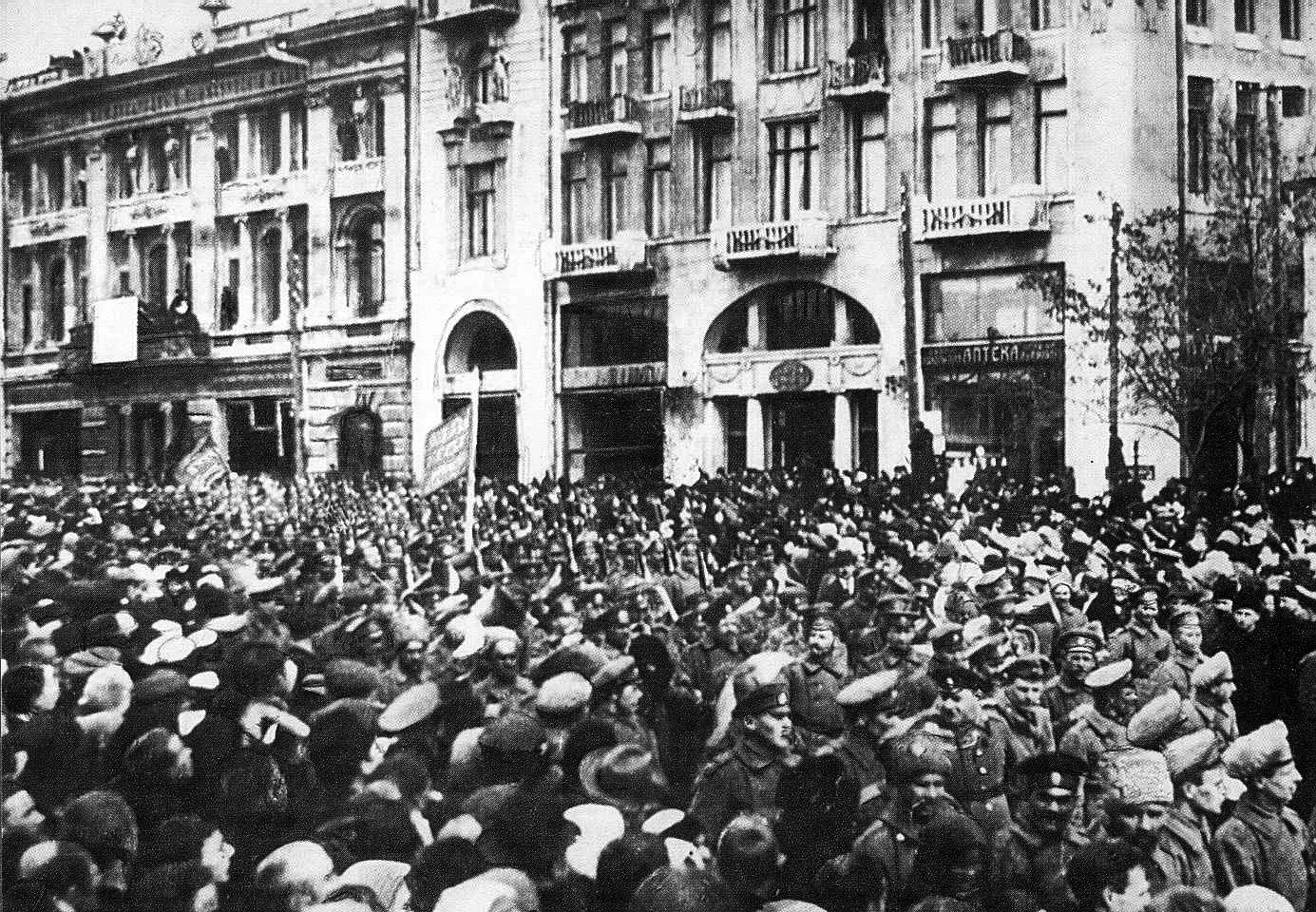
Демонстрація на Миколаївській площі біля готелю «Метрополь», 3 березня 1917
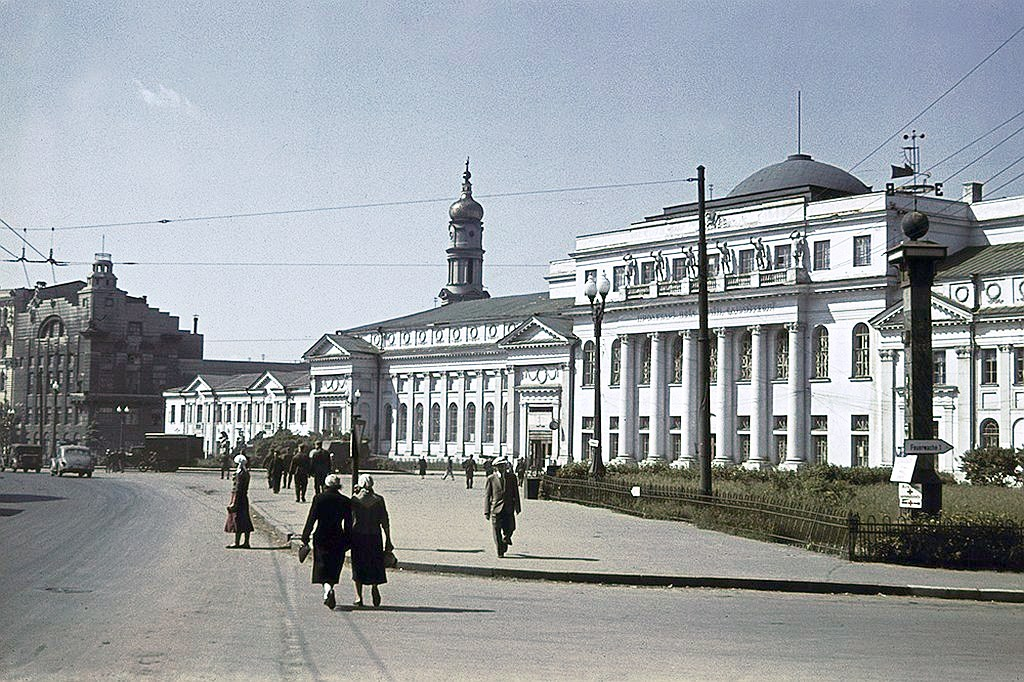
Будинок дворянського зібрання. Літо 1942 року.
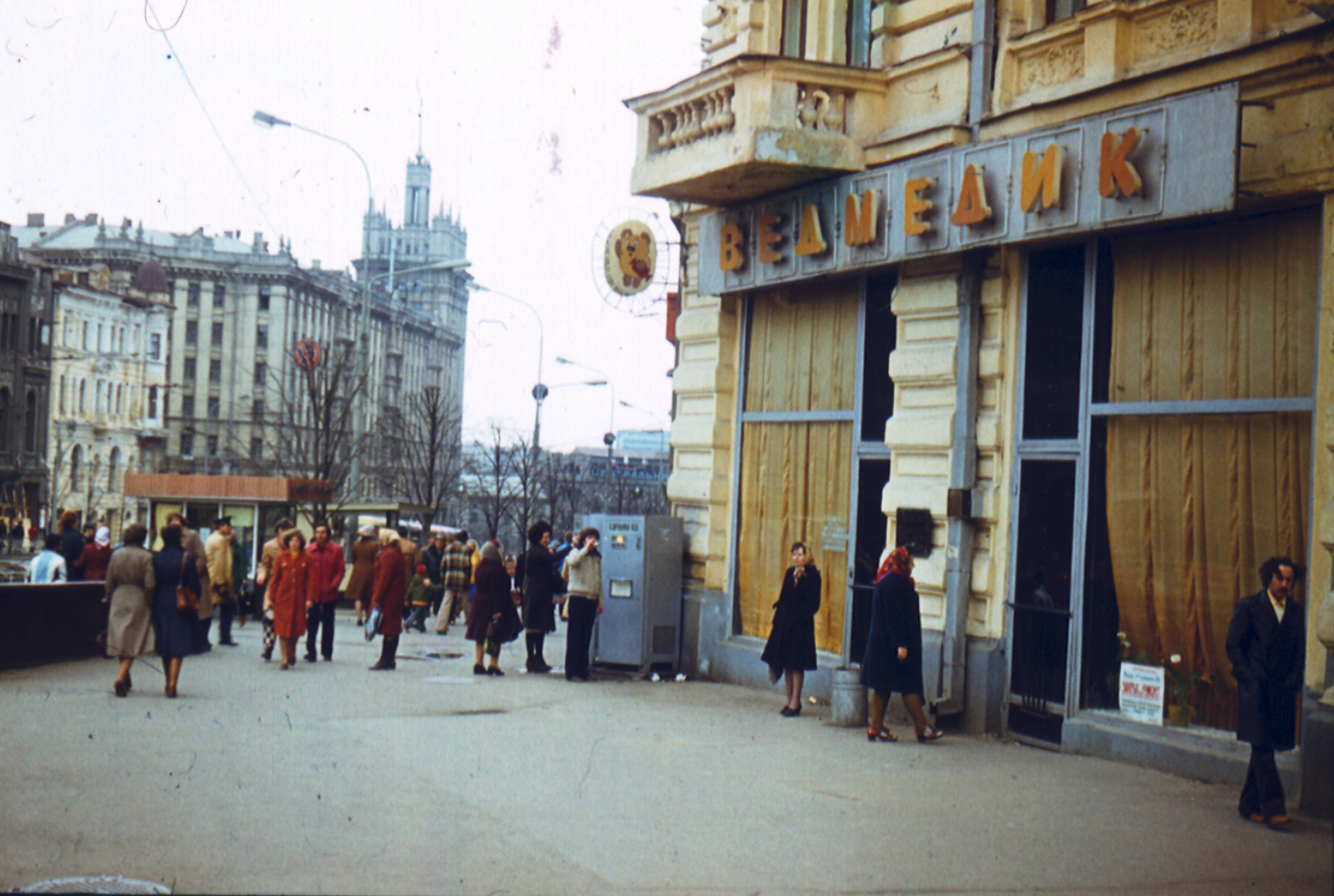
Магазин Ведмедик у 1981
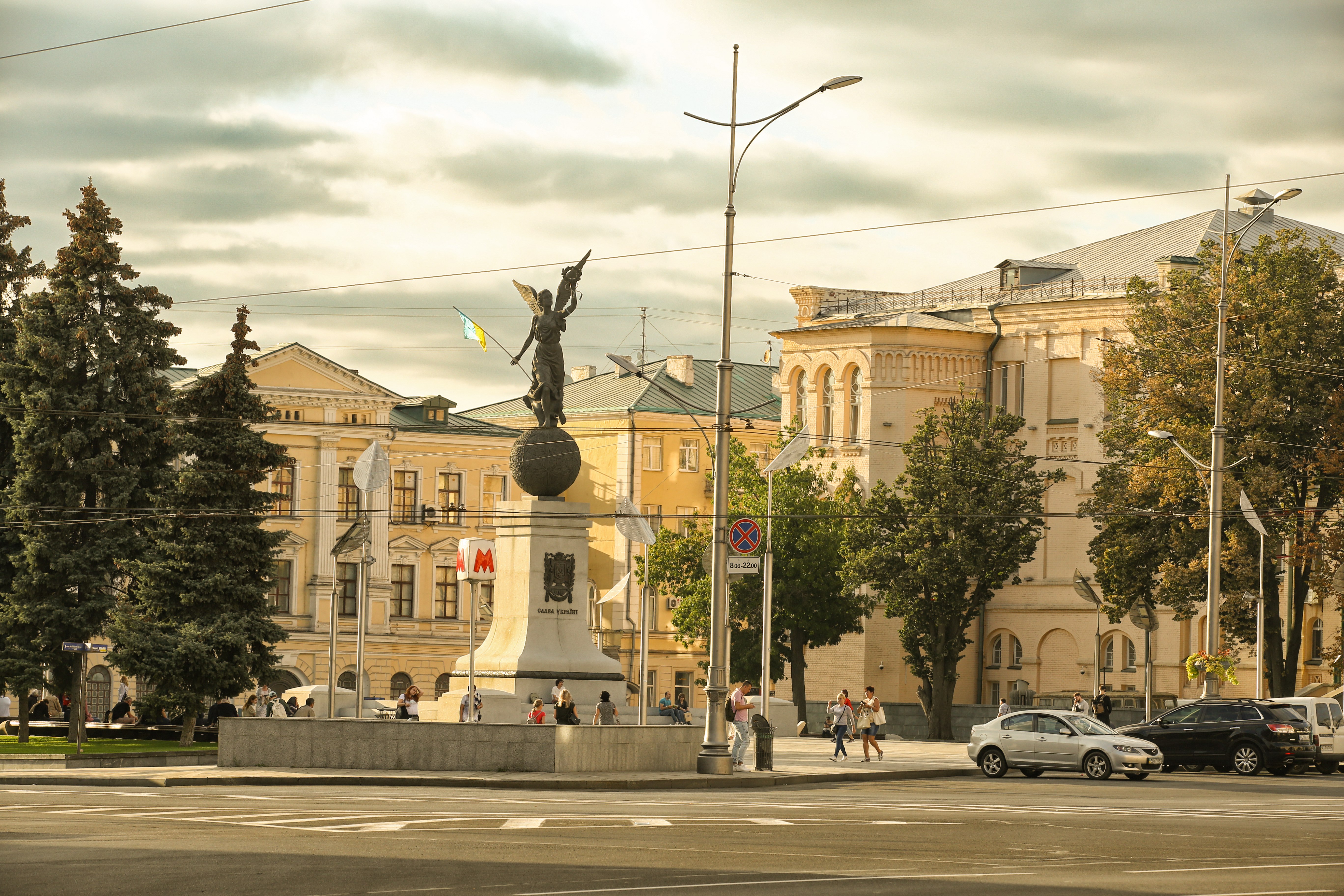
Сквер і пам'ятник Незалежності
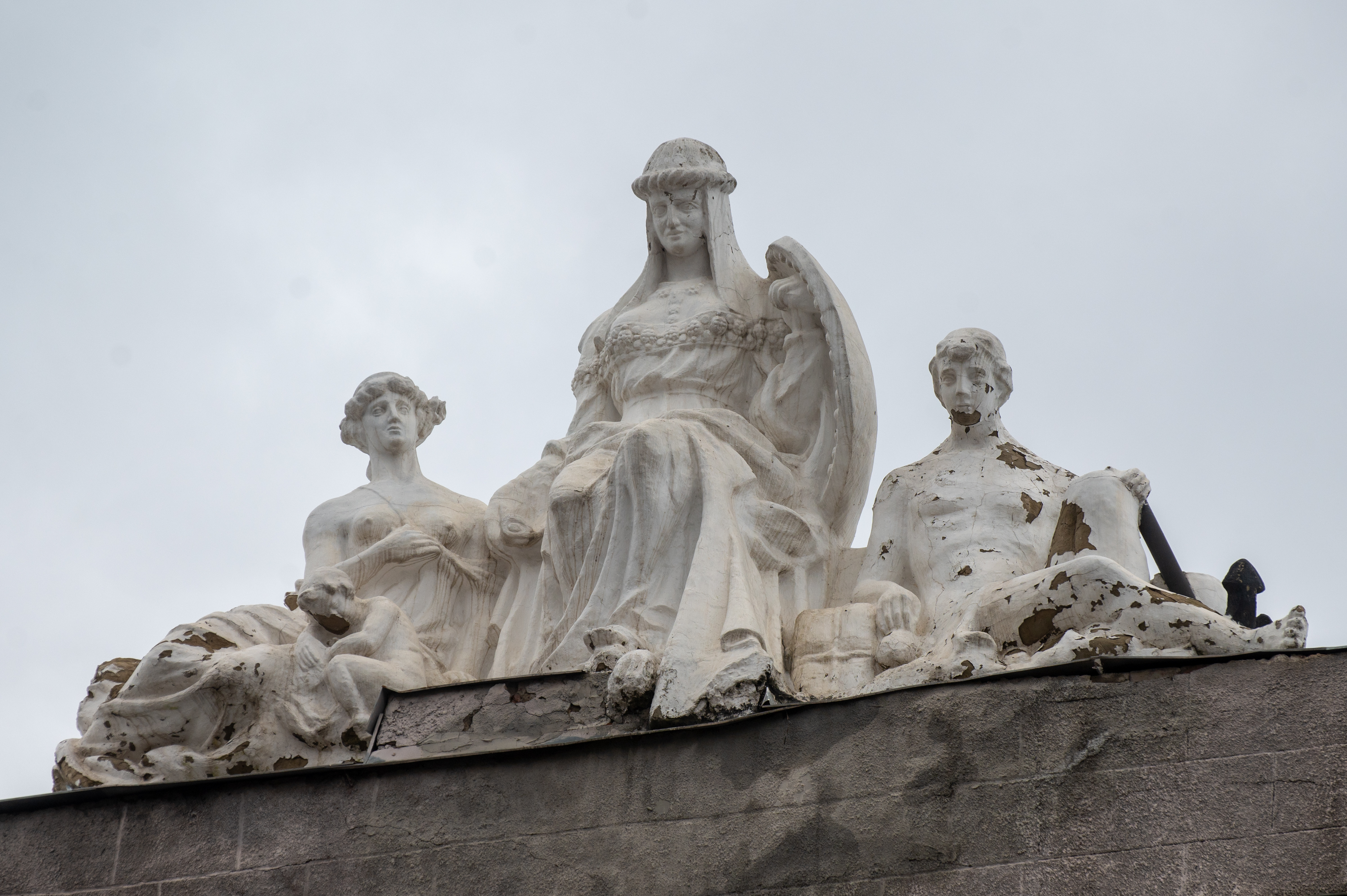
Скульптура на Палаці Праці
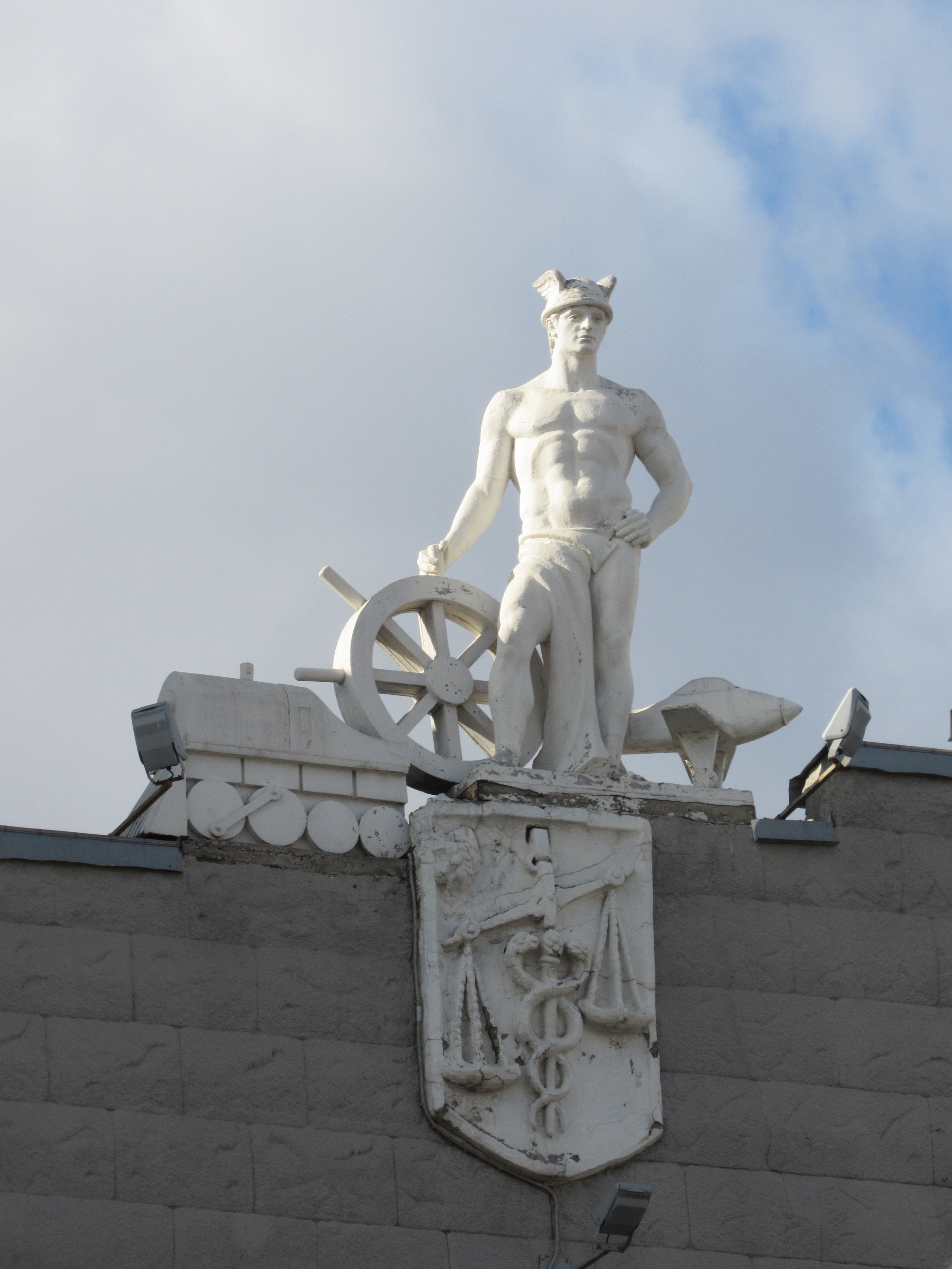
Статуя Меркурія. Майдан Конституції, 13
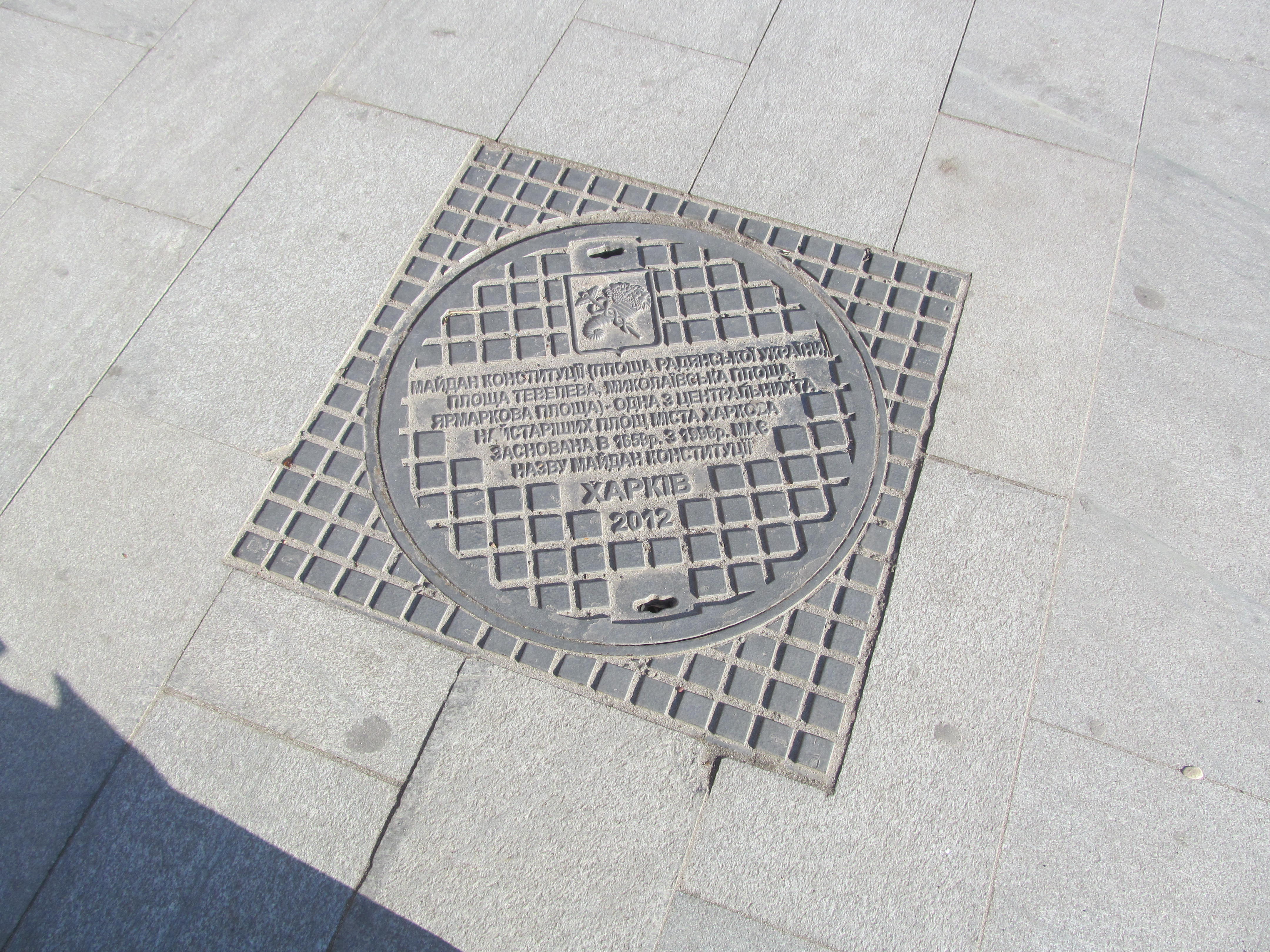
Каналізаційний люк з короткою історією майдану